# 10136 Gauguin
10136 Gauguin è un asteroide della fascia principale. Scoperto nel 1993, presenta un'orbita caratterizzata da un semiasse maggiore pari a 2,2342185 au e da un'eccentricità di 0,1090264, inclinata di 6,40470° rispetto all'eclittica.
L'asteroide è dedicato al pittore francese Paul Gauguin.